# Pozzovetere
Pozzovetere (frazione di Caserta) è un piccolo abitato che sorge sui monti Tifatini ad una altezza di 340 metri sul livello del mare. Esso si trova a circa 6 km di distanza in direzione nord-est dal comune di Caserta di cui fa parte.

## Storia
Le origini del paese di Pozzovetere non sono ancora definite con precisione, ma si suppone che un centro abitato già esistesse nel 438 d.C.: infatti si fa cenno ad una fonte situata su un colle delle alture della antica Caserta, Monte Giove, le cui acque incanalate attraverso Casola raggiungono San Pietro ad Montes (Casolla). 
Il suo nome deriva dal latino "puteus-vetere" (Pozzovetere) che per l'appunto significa "pozzo", o più precisamente "fosso" o "depressione", dove si raccoglie l'acqua. È quindi giusto dedurre che nei pressi dell'attuale casale anticamente ci fosse qualche pozzo, adibito ai consumi di acqua della comunità. Ad oggi si sono perse le tracce di questo pozzo, ma nelle immediate vicinanze ne esistono molti altri, visto che la zona è ricca di fontane sorgive.
Parte integrante di Caserta antica, ne segue le vicende storiche ed economiche. Altre notizie sul paese si hanno nel 1479, quando Francesco Della Ratta, conte di Caserta, restituisce all'allora Vescovo di Caserta (Giovanni De Leonibus), i casali di Puccianiello e di Pozzovetere.
Solo nel 1638 il consigliere del conte, Capocellatra, effettua una ricognizione del territorio, e delimita i confini di Pozzovetere, che in linea di massima corrispondono a quelli attuali.

## Monumenti e luoghi d'interesse

### Chiesa di San Giovanni Battista

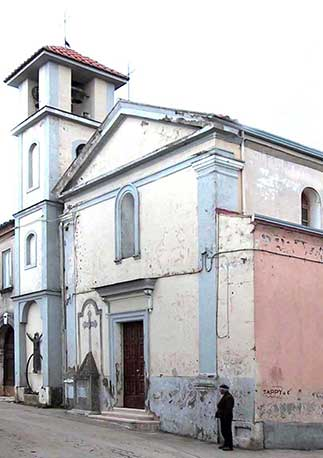
La Chiesa di San Giovanni

Della chiesa di Pozzovetere si hanno già notizie certe nell'anno 1113, come riportato dalla bolla di Sennete, con la quale vengono confermate quindi l'esistenza e la sussistenza della chiesa.
La parrocchia, attraverso vicende alterne. Nel 1479, grazie all'opera del Vescovo Giovanni De Leoni Galluccio, il suo dominio passa alle autorità ecclesiastiche ed entra di nuovo a far parte del dominio della chiesa.
Situata al centro del paese, col passare dei secoli ha subito molti cambiamenti, sia esterni che interni.

### Altri luoghi d'interesse

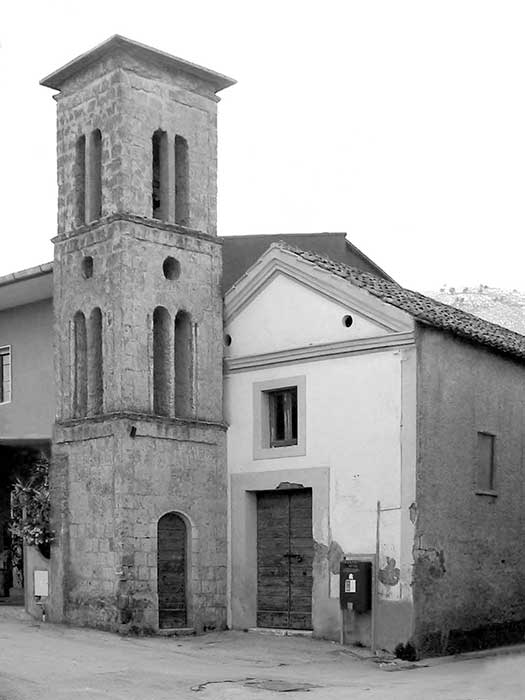
La Congreca

Nonostante la sua grandezza ridotta, Pozzovetere si distingue per alcune costruzioni plurisecolari:
- la Congreca, che trova la sua data di nascita in un decreto regio di Ferdinando IV di Napoli, contrassegnato dall'anno 1776[4];
- il Palazzo Veccia, la cui identità anagrafica, come riportato sul portale all'ingresso, è del 1788. L'edificio presenta la tipologia edilizia della corte romana come recepita nella cultura rurale, con lo schema funzionale del portone-androne-cortile-orto o giardino-campagna[5];